# 安部貞司
安部 貞司（あべ ていじ.　1955年 -　）は日本設計を経て安部貞司計画・設計事務所を主宰（2015年～）する日本の建築家。
JIA 公益社団法人日本建築家協会会員、APECアーキテクト登録者。武蔵府中地域デザイン学校、府中建築文化フォーラム、府中市環境審議会地球温暖化対策部会委員。
新潟県生まれ。日本大学大学院理工学研究科建築学専攻修士課程修了後、黒川紀章建築都市設計事務所勤務。
1990年から日本設計株式会社勤務。日本国内の他、中近東やアフリカ駐在、東欧、中国などアジア諸国のプロジェクトに関わる。
代表作に、上目黒二丁目地区市街地再開事業・中目黒GTタワー、
立教大学武蔵野新座キャンパス（埼玉県景観賞受賞）、
清里キープ自然学校、
府中の森公園府中市美術館、
諏訪東京理科大学キャンパス　など。